# Gjesvær
Gjesvær (en sami septentrional: Geaissvearra) és un antic poble de pescadors al municipi de Nordkapp, al comtat de Finnmark, Noruega. És l'únic lloc a Finnmark conegut des de l'Era dels vikings i s'esmenta en la saga Heimskringla com Geirsver. El nom prové del nom masculí de Geir, que significa "llança". El nom de Gjesvær té el seu origen en una au extingida, el Gran gavot, anomenat "geirfugl" en noruec. L'últim gran gavot va ser albirat al s. XIX a Vardø, a l'est de la regió de Finnmark. Fins a l'any 1976 Gjesvær només estava comunicat per mar. Aquell any es va acabar la carretera des de Honningsvåg i l'automòbil es va convertir en el principal mitjà de transport.
El lloc va ser utilitzat pels vikings en el camí a Bjarmaland (veure Ottar de Hålogaland), i probablement també per a la recol·lecció d'aliments a les illes properes de Gjesværstappan que contenen una de les majors colònies d'aus marines a Noruega.
Igual que a molts altres llocs a Finnmark, tots els edificis del poble van ser cremats l'any 1944 per les forces d'ocupació alemanyes. L'estiu de 1945 alguns habitants van tornar al poble per reconstruir-lo. La capella de Gjesvær, construïda el 1960, és considerada un monument cultural.

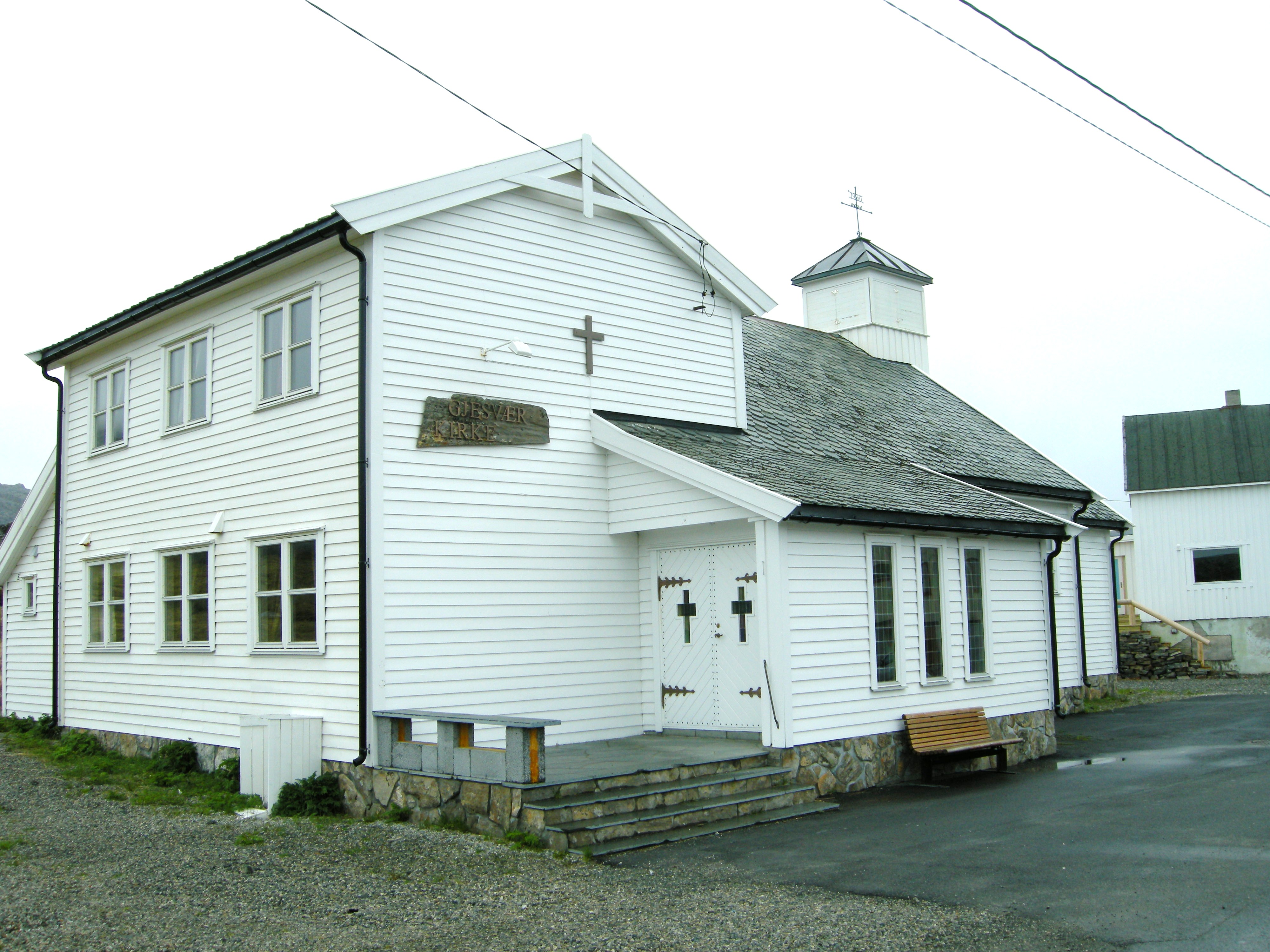
Capella

Gjesvær compta amb aproximadament 130 habitants, però a principis de la dècada de 1970, tenia al voltant de 350 persones. Té una planta de peix, botiga local, oficina de correus i escola primària. La principal indústria és la pesca, però en els últims anys hi ha hagut un major èmfasi en el turisme, activitats com la pesca i l'observació d'aus amb excursions a la reserva natural Gjesværstappan.

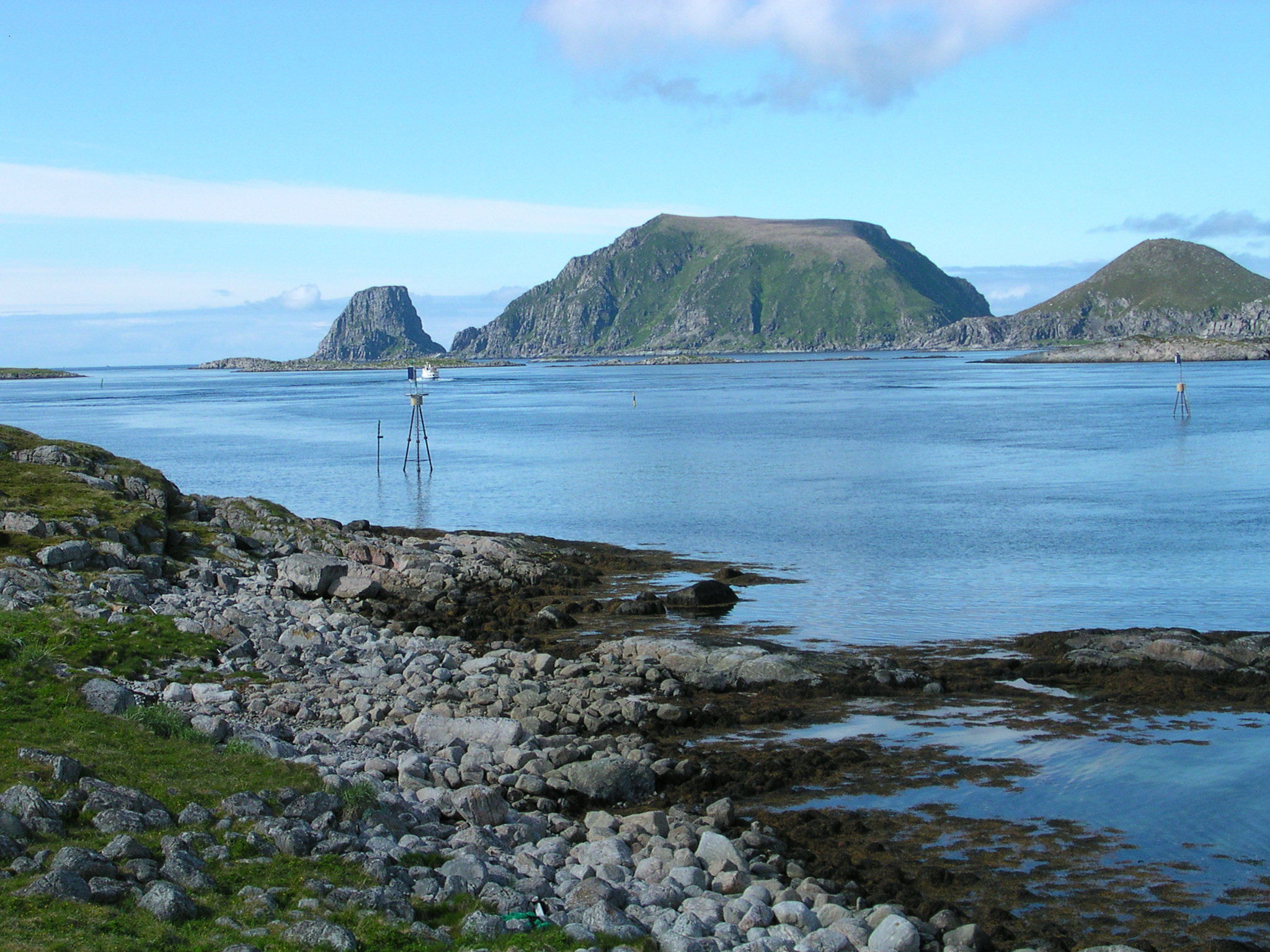
Gjesværstappan des del sud: a l'esquerra el pic de la península Stauren, al Storstappen mitjà, a la dreta, Kjerkestappen

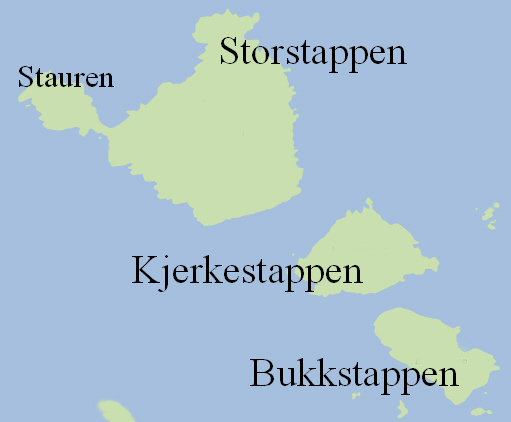
Mapa del grup d'illes de Gjesværstappan.

Gjesvær va ser històricament una part del municipi de Måsøy, juntament amb la part occidental de l'illa de Magerøya escassament poblada. No hi havia connexions per carretera a través de l'illa, de manera que els residents viatjaven en vaixell, que estava més a prop de Måsøy. L'any 1977, la ruta de 22 milles (35 quilòmetres) de llarg de la Norwegian County Road 156 es va completar, connectant Gjesvær per una calçada a l'illa de Magerøya i després continuar cap a Honningsvåg. Per aquesta raó, el límit municipal va ser traslladat l'1 de gener de 1984, Gjesvær i la part occidental de Magerøya es van transferir del municipi de Måsøy al municipi de Nordkapp.

## Gjesværstappan
Un gran Santuari d'Aus

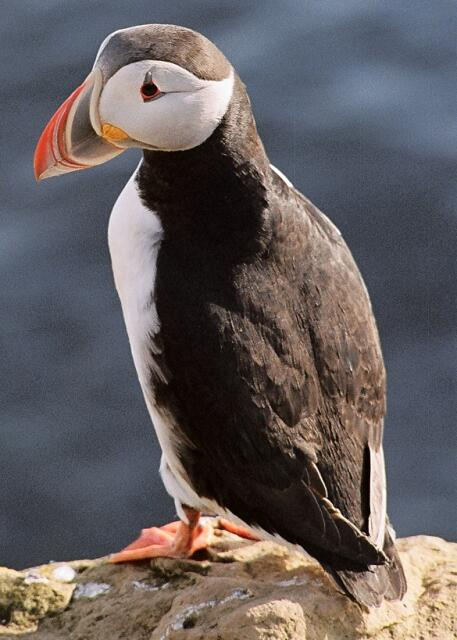
Fraret

Gjesværstappan va ser declarat reserva natural el 1983. Les autoritats mediambientals van decidir així protegir la flora i la fauna local, especialment les colònies d'aus i entre aquestes la major colònia de frarets de la regió de Finnmark. La superfície de la reserva és de 1,7 km quadrats. La reserva també inclou 5,5 quilòmetres quadrats del mar que envolta les illes. Entre el 15 de juny i el 15 agost no és permès posar un peu a l'illa més gran. El Storstappen, el pic més alt, té 283 metres.
El primer albirament de fulmar va ocórrer l'any 1978 i des de llavors el nombre d'aquestes aus no ha fet més que créixer. A la dècada dels 80 els mascarells comuns van començar a niar. Altres aus observables a Gjesværstappan són: gavinetes de tres dits, corbs marins, corbs marins emplomallats, somorgollaires, gavots (o pingdais o cauets) i àguiles marines.

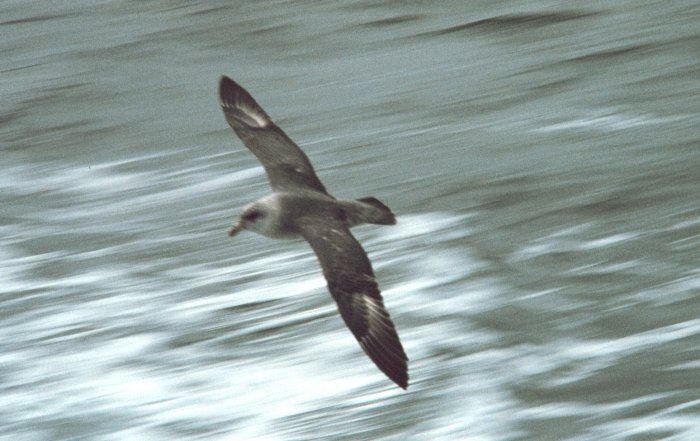
Fulmar
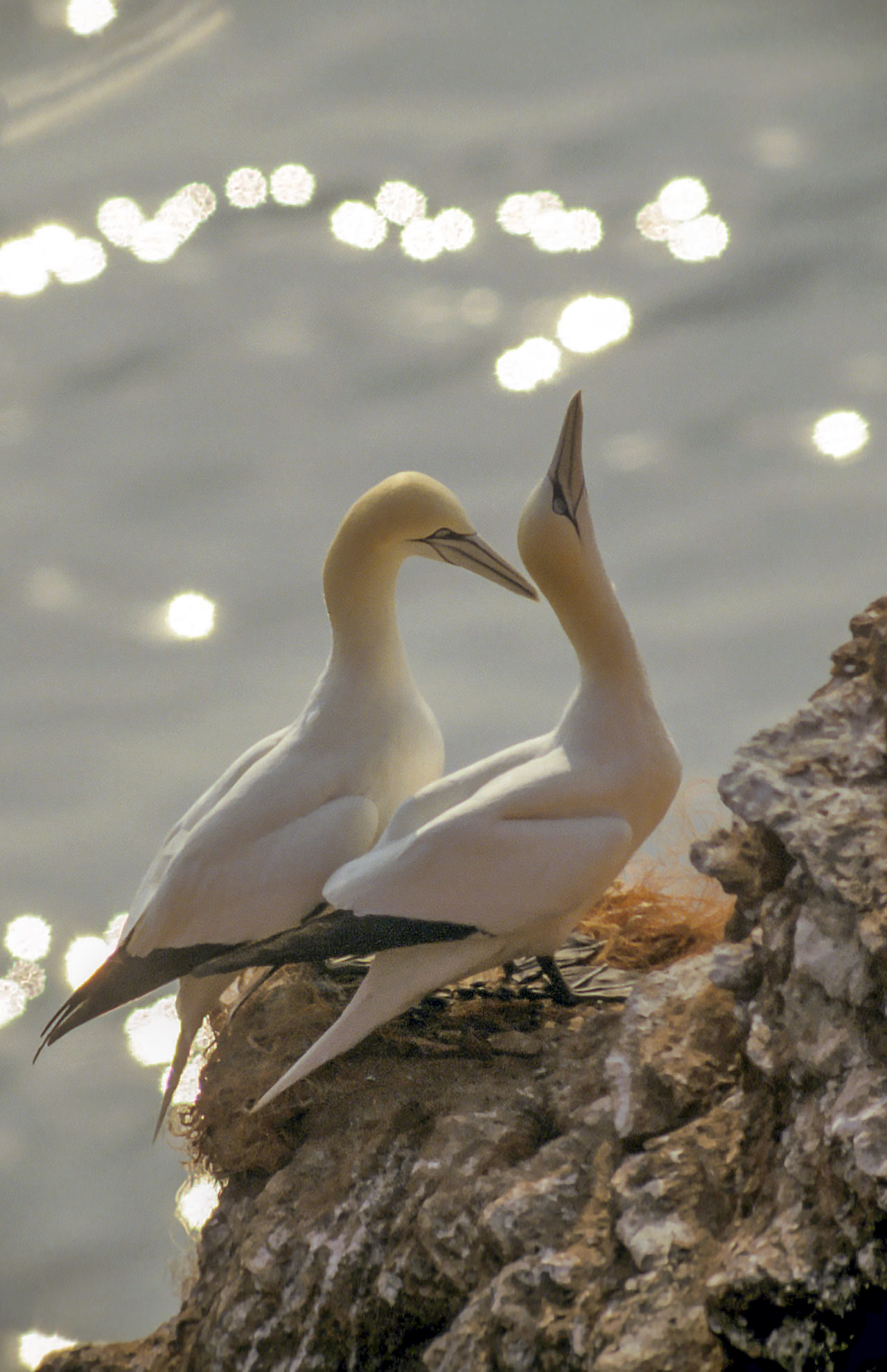
Mascarell comú
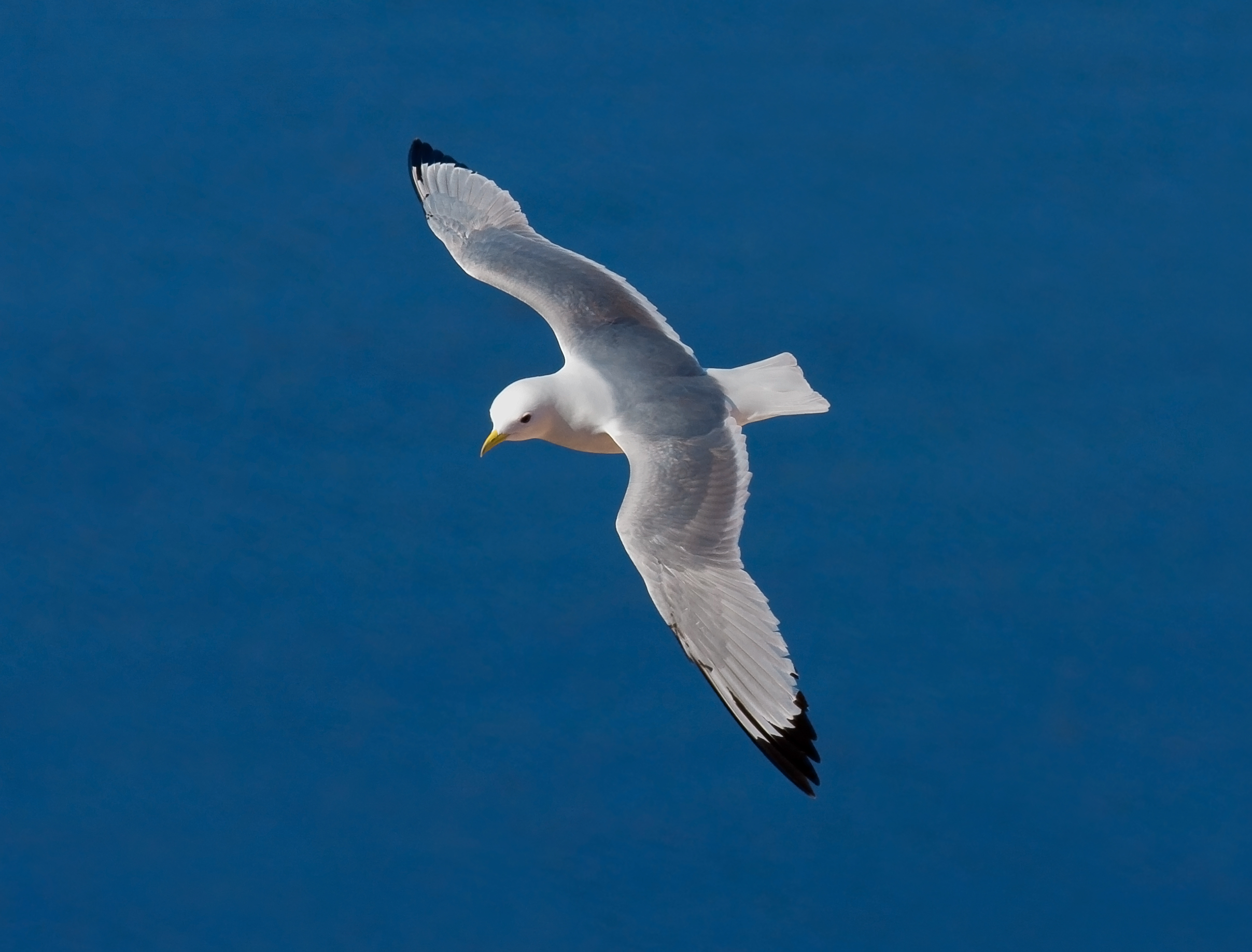
Gavineta de tres dits
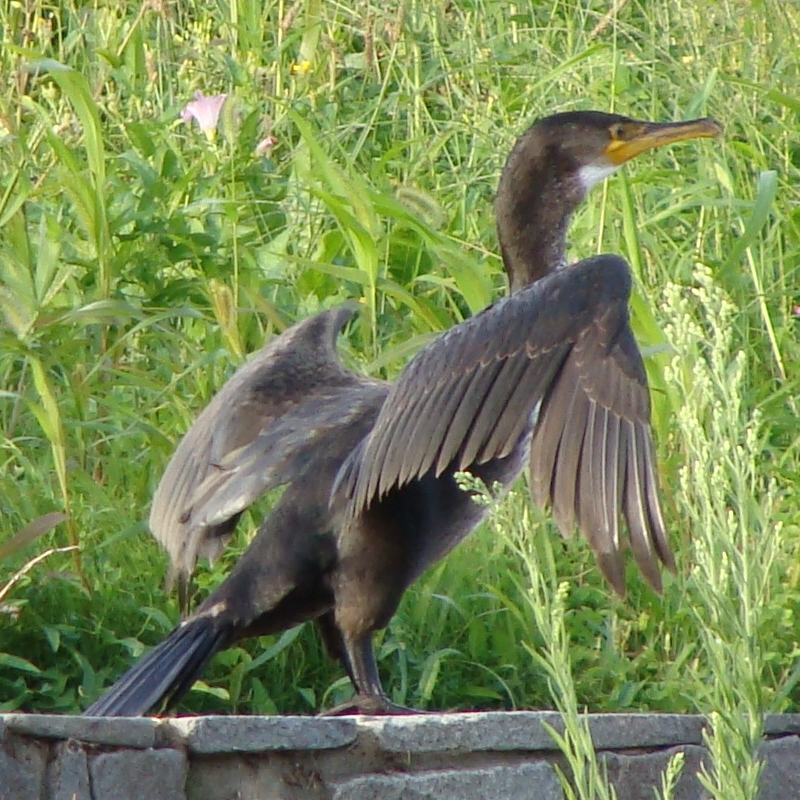
Corb marí
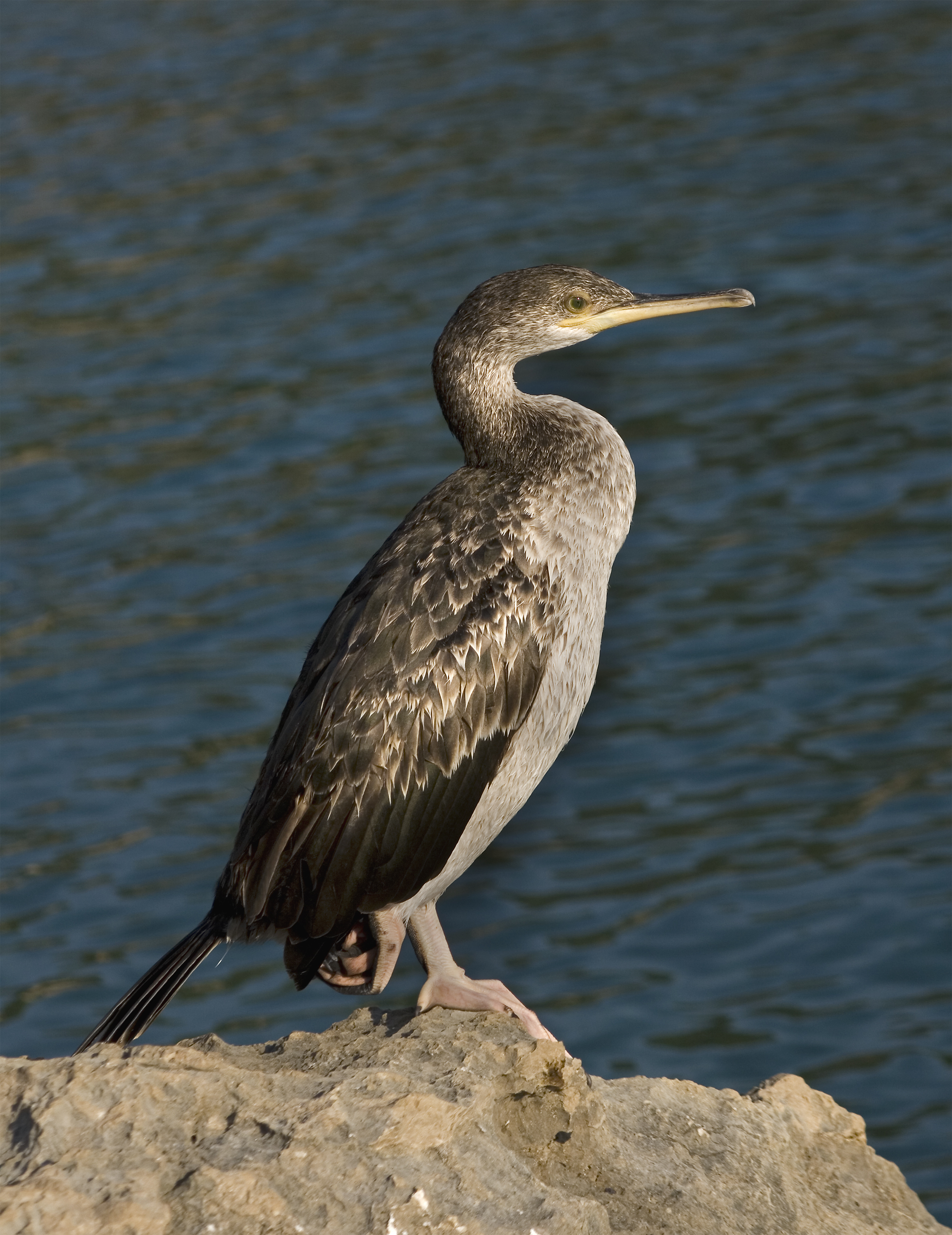
Corb marí emplomallat
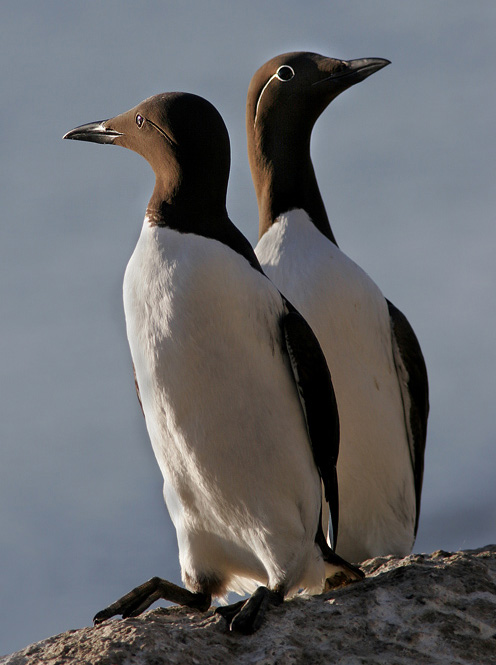
Somorgollaire
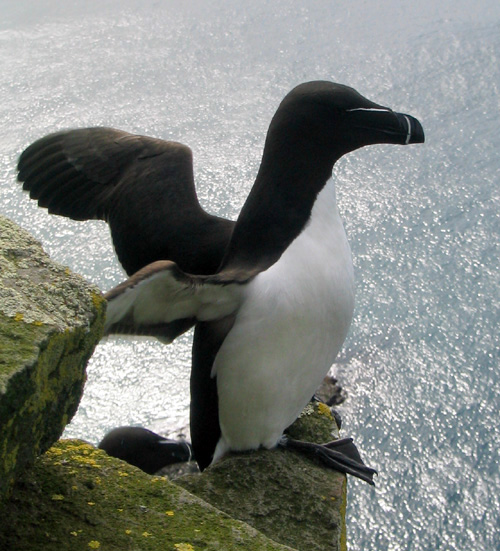
Gavot (o pingdai o cauet)
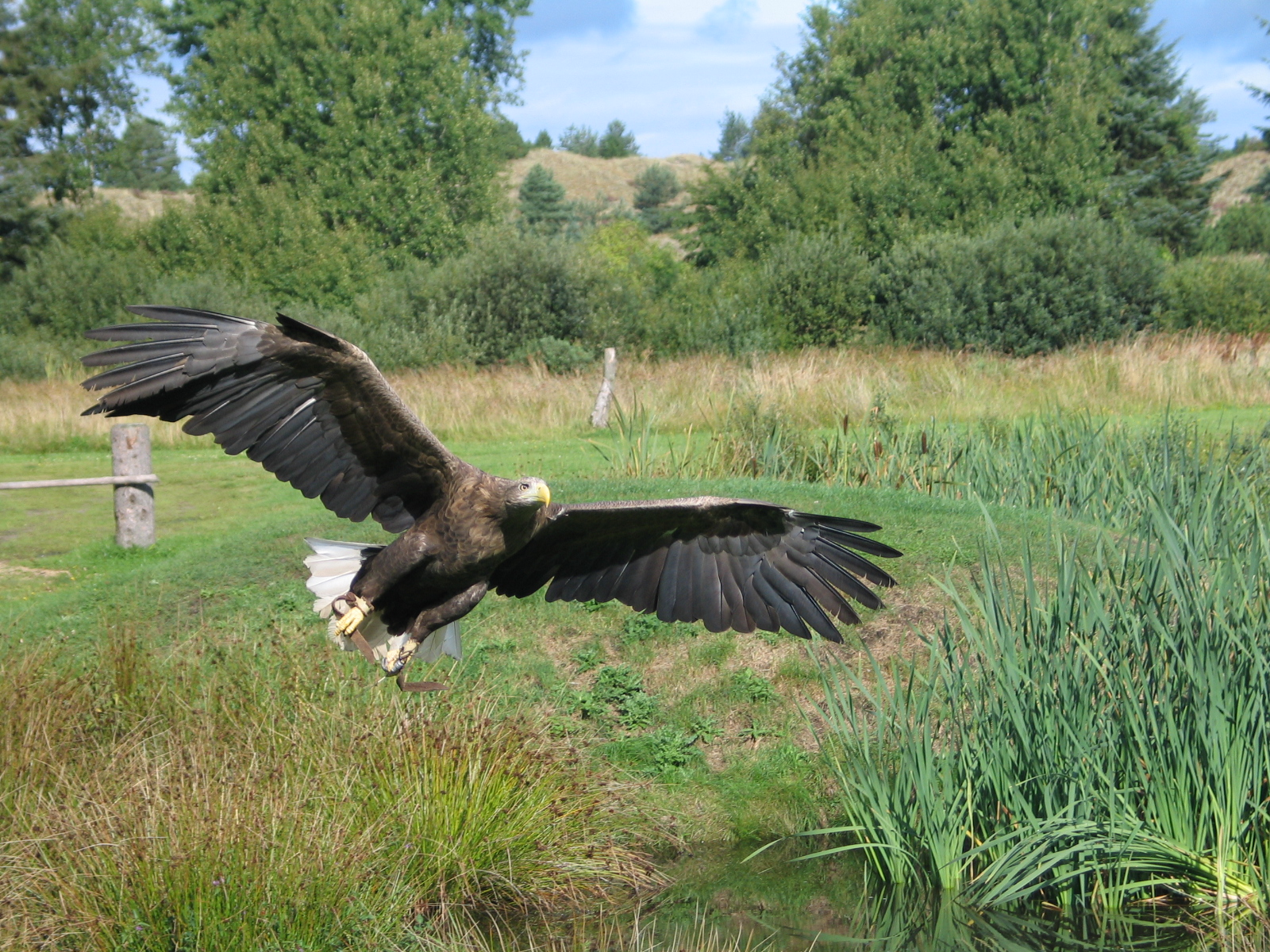
Àguila marina o pigarg europeu

La reserva és especial pel gran nombre i varietat d'aus i per la seva proximitat a la costa. A Europa hi ha comptades colònies d'aus tan accessibles per a ser observades.